# 和坪駅
和坪駅（ファピョンえき）は朝鮮民主主義人民共和国慈江道和坪郡に位置する朝鮮民主主義人民共和国鉄道省北部内陸線の駅である。